# Fuglebjerggaard
 Der er for få eller ingen kildehenvisninger i denne artikel, hvilket er et problem. Du kan hjælpe ved at angive troværdige kilder til de påstande, som fremføres i artiklen.

Fuglebjerggaard er en gammel sædegård umiddelbart nordøst for Fuglebjerg Kirke i Fuglebjerg mellem Næstved og Slagelse.
Den nævnes første gang i 1390. Gården ligger i Fuglebjerg Sogn, (tidligere Øster Flakkebjerg Herred) Næstved Kommune. Hovedbygningen er opført i 1857.
Fuglebjerggaard er i dag på 36 hektar

## Fuglebjerggaards Historie
Den ældste beskrivelse af Fuglebjerggårds bygninger går tilbage til 1755. På det tidspunkt bestod herregården af tre ældre, teglhængte fløje i bindingsværk samt en ladegård. Herregårdens hovedfløj lå mod syd og var indrettet til beboelse. De to mindre sidefløje var derimod indrettet med køkken, bryggers, spisekammer og lignende. Ingen af de nævnte bygninger er dog bevaret. Den nuværende hovedbygning er opført i 1857 ved Henning Wolff i ét stokværk med høj kælder og højt gennemgående midtparti i 2 stokværk med en del renæssanceforsiringer. Samtlige avlsbygninger er af nyere dato.
Fuglebjerggård var i slægten de Neergaards eje i over 200 år. Bygningssættet og 36 ha blev i 2005 solgt til Andreas Hastrup, der samtidig ejer land- og skovbrugsejendomme i udlandet. 
Fuglebjerggård blev som et af Henning Wolffs overlevende hovedværker indstillet til fredning af Det særlige Bygningssyn i 2006.. Ejeren Andreas Hastrup var igennem hele forløbet velvilligt indstillet over for en eventuel fredning, under forudsætning af at Kulturarvstyrelsen godkendte den planlagte/gennemførte helt nødvendige renovering af hovedbygningen, der bragte boligen nærmere det oprindelige udseende. Som et led i restaureringen (samt tilpasning af boligen til nutidigt brug), ønskede ejer at opstille to ens "lette" nye sorte ståltrapper ud fra de mod syd symetrisk placeret eksisterende døre mod parken.
Grundet dette ønske fra ejers side, blev fredningen ikke gennemført af Kulturarvsstyrelsen, der valgte ikke at følge Bygningssynets indstilling.
Ejendommen blev i 2020 overtaget af familien Dinesen, der hovedsagelig benytter ejendommen til privat bolig. Hele ejendommen er i god forfatning, velvedligeholdt med respekt for det oprindelige udseende. Der er ikke offentlig adgang til ejendommen.

## Ejere af Fuglebjerggaard
- (1390-1400) Jens Knudsen Dyre / Niels Knudsen Dyre
- (1400-1410) Niels Knudsen Dyre
- (1410-1423) Erik Nielsen Dyre
- (1423-1452) Knud Nielsen Dyre
- (1452-1469) Ingerd Billesdatter gift Dyre
- (1469-1470) Slægten Dyre
- (1470-1486) Anders Jensen Passov
- (1486-1510) Axel Valkendorf
- (1510-1530) Jørgen Marsvin
- (1530-1550) Erik Valkendorf
- (1550-1580) Herluf Eriksen Valkendorf
- (1580-1620) Christoffer Herlufsen Valkendorf
- (1620-1625) Erik Herlufsen Valkendorf
- (1625-1709) Forskellige ejere, bl.a. Matthias Numsen
- (1709-1721) Christian von der Maase
- (1721-1724) Johan Thomsen de Neergaard
- (1724-1758) Carl Adolph von Plessen
- (1758-1789) Christian Frederik von Plessen
- (1789-1795) Carl Adolph von Plessen (f. 1747)
- (1795-1798) Ludvig Johan Grandjean
- (1798-1805) Peder Rützov
- (1805-1835) Peter Johansen de Neergaard
- (1835-1872) Peter Johansen de Neergaard (søn til ovenstående)
- (1872-1925) Jacob Edvard Petersen de Neergaard (søn til ovenstående)
- (1925-1947) Wenzel Rudolf Flach de Neergaard
- (1947-1989) Holger Flach de Neergaard
- (1989-2005) Andrè Holger Flach de Neergaard
- (2005-2005) Johan Nicolaj Flach de Neergaard
- (2005-2012) Andreas Hastrup
- (2012-2020) Barend Herman Wagenvoort
- (2020- ) Familien Dinesen